# ساموئل آدگبنرو
ساموئل آدگبنرو (انگلیسی: Samuel Adegbenro؛ زادهٔ ۳ دسامبر ۱۹۹۵) بازیکن فوتبال اهل نیجریه است که در پست وینگر بازی می‌کند. آدگبنرو یک بازیکن سریع و ماهر که می‌تواند در هر دو جناح عمل کند، می‌تواند در مرکز در پست یک هافبک تهاجمی یا مهاجم نیز بازی کند. در روزنبورگ، او عمدتاً به عنوان وینگر چپ در ترکیب ۴-۳-۳ بازی می‌کرد.